# Alberto Staiffi
Alberto Staïffi, pseudonimo di Albert Darmon (...), è un compositore e cantautore algerino.
Ancora vivente e geloso custode della sua data di nascita, ha reso popolare la canzone Ya Mustafa. Lo pseudonimo significa residente di Sétif o nato a Sétif (città d'Algeria).
Il debutto musicale di Alberto Staïffi avviene attraverso Sidney Bechet, che lo presenta alla casa discografica Vogue. Per ringraziarlo, Staïffi registra in arabo Les oignons di Bechet, prima dell'uscita di "Mustafa", a testimonianza d'amicizia.
La canzone Mustafa, registrata con Vogue, ha avuto un enorme successo e rimane molto celebre nel mondo arabo. Durante gli avvenimenti d'Algeria, quando la canzone Mustafa è uscita, sono circolati rumori che la volevano l'inno del FLN (Front de Libération Nationale). Il delegato generale francese ad Algeri ordinò quindi di interdire la vendita dei dischi di Staïffi in ogni negozio. Il cantante, privato dei guadagni e per misura di sicurezza, annullò ogni incontro pubblico.
Dopo cinque anni di silenzio, Alberto Staïffi registrò un 45 giri con Barclay in stretta collaborazione con l'amico Gabriel Chekroun.

## Canzoni celebri
- Les filles de Boufarik, (Danza "orientale", G. Chekroun A. Staiffi)
- Tape cinq (Jerk, G. Chekroun A. Staiffi)
- La tchouktchouka (Tango, G. Chekroun A. Staiffi)
- Moustafa
- Belkacem
- Mon pays l'Algérie
- Le marchand de poissons
- Hommage a Tino Rossi - Ya Catari

## Fonti consultate
- Articolo di "Presse du Sud" [collegamento interrotto], su elduende.musicblog.fr.
- Raccolta di canzoni di Staiffi [collegamento interrotto], su teva.fr.